# Stefan Watew

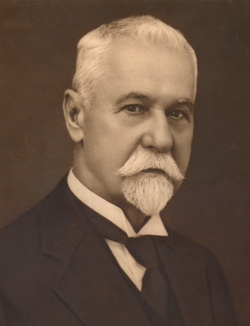
Stefan Watew

Stefan Wetjow Watew (bulgarisch Стефан Ветьов Ватев; * 6. Februar 1866 in Lowetsch; † 9. März 1946 in Sofia) war ein bulgarischer Mediziner und Anthropologe.

## Leben
Watew studierte Medizin in Leipzig. In Berlin spezialisierte er sich von 1895 bis 1897 auf den Bereich der Pädiatrie.
Er übernahm den Vorsitz der naturwissenschaftlich-mathematischen Klasse der Bulgarischen Akademie der Wissenschaften. Außerdem war er Vorsitzender des Obersten Medizinischen Rates und gehörte im Jahr 1901 zu den Gründern des Bulgarischen Ärzteverbandes. 1925 gründete er den Verband für Kinderschutz, dessen Vorsitzender er auch wurde. Er hatte auch den Vorsitz des Gesamtslawischen Verbandes der Pädiatrischen Gesellschaften inne.
Watew befasste sich mit der Allgemein- und Gerichtsmedizin. Besondere Schwerpunkte bestanden in den bereichen Anthropologie, Balneologie, Hygiene und Pädiatrie.
Watew sammelte auch Materialien zur Volksmedizin sowie Volkslieder und -märchen.